# Istoria colonială a Statelor Unite ale Americii

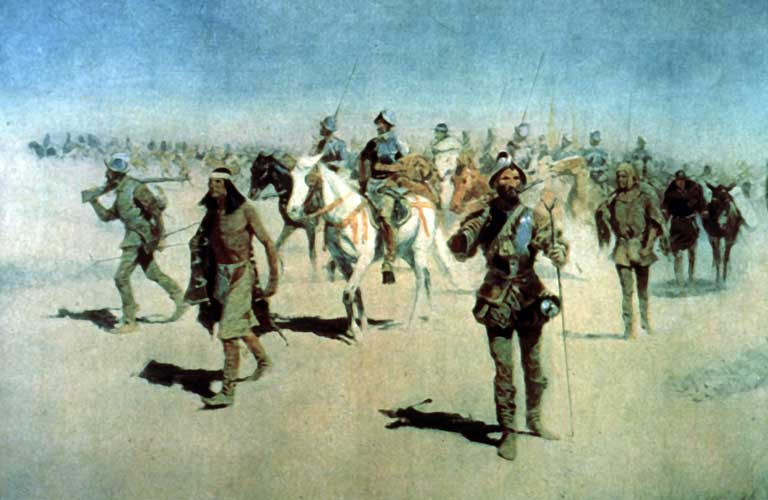
În sec. XVI, conchistadorul Coronado începe căutarea aurului în sud-vestul Statelor Unite de astăzi

Pe coastele Americii, Marea Britanie și Spania poartă bătălii pentru supremația navală. În secolul XVI, britanicii și francezii încep explorarea Americii de Nord. Primele colonii britanice sunt întemeiate fie de puritanii alungați din Anglia, fie de antreprenori privați. Acestea aveau să cunoască foarte repede prosperitatea economică și culturală, dezvoltând structuri sociale și politici proprii. În lupta pentru teritoriile coloniale, exploratorii francezi ajung și mai la nord, până în Canada. Statele Noii Anglii se unesc după 1765, ca o reacție împotriva paternialismului britanic.

## Perioada colonială
Primele contacte cu europenii au avut loc în jurul anului 1000 prin venirea vikingilor din Groenlanda și Islanda atingând coastele Labradorului. Exploratorul norvegian Leif Ericson a ajuns în America cu 400 de ani înaintea lui Cristofor Columb, întemeind o așezare în Vinland în extremitatea nordică a insulei Newfoundland, Canada..   
După o perioadă de explorări sponsorizate de marile națiuni europene, prima așezare a fost stabilită prin 1600. Europenii aduceau americanilor cai, pisici, vite și suine și în schimb se întorceau în Europa cu cartofi, curcani, tutun, fasole și dovleci. Mediul nou îi expunea pe coloniștii la diferite boli noi, necunoscute. Nativii (amerindienii) erau și mai sensibili față de bolile aduse de europeni, în special variola și rujeola. Amerindienii au pierit în număr mare înainte ca să înceapă colonizarea la scară mare. 

## Lupta pentru zonele de coastă și prima colonizare a Americii de Nord

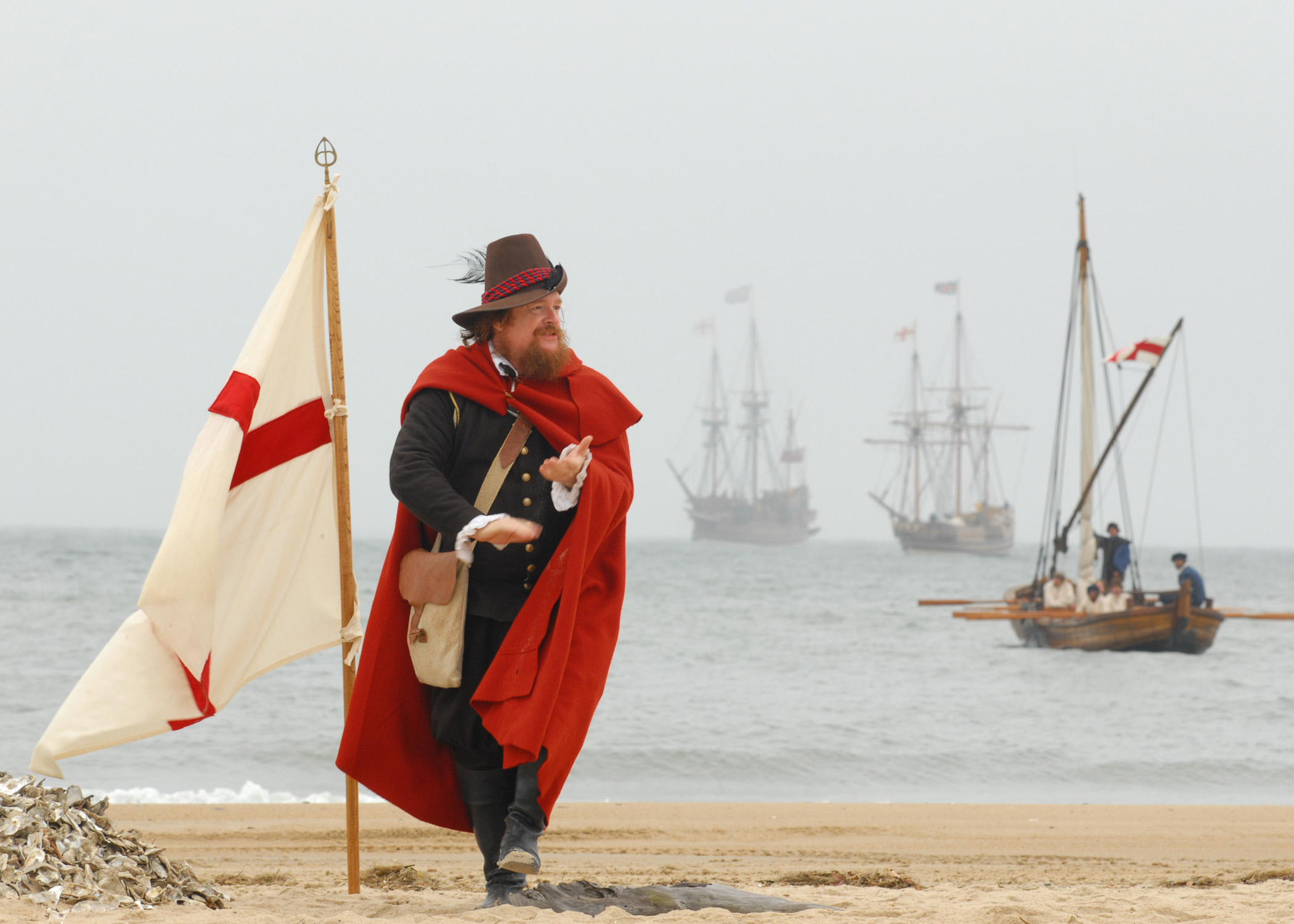
John Smith debarca in Lumea Noua-reconstituire

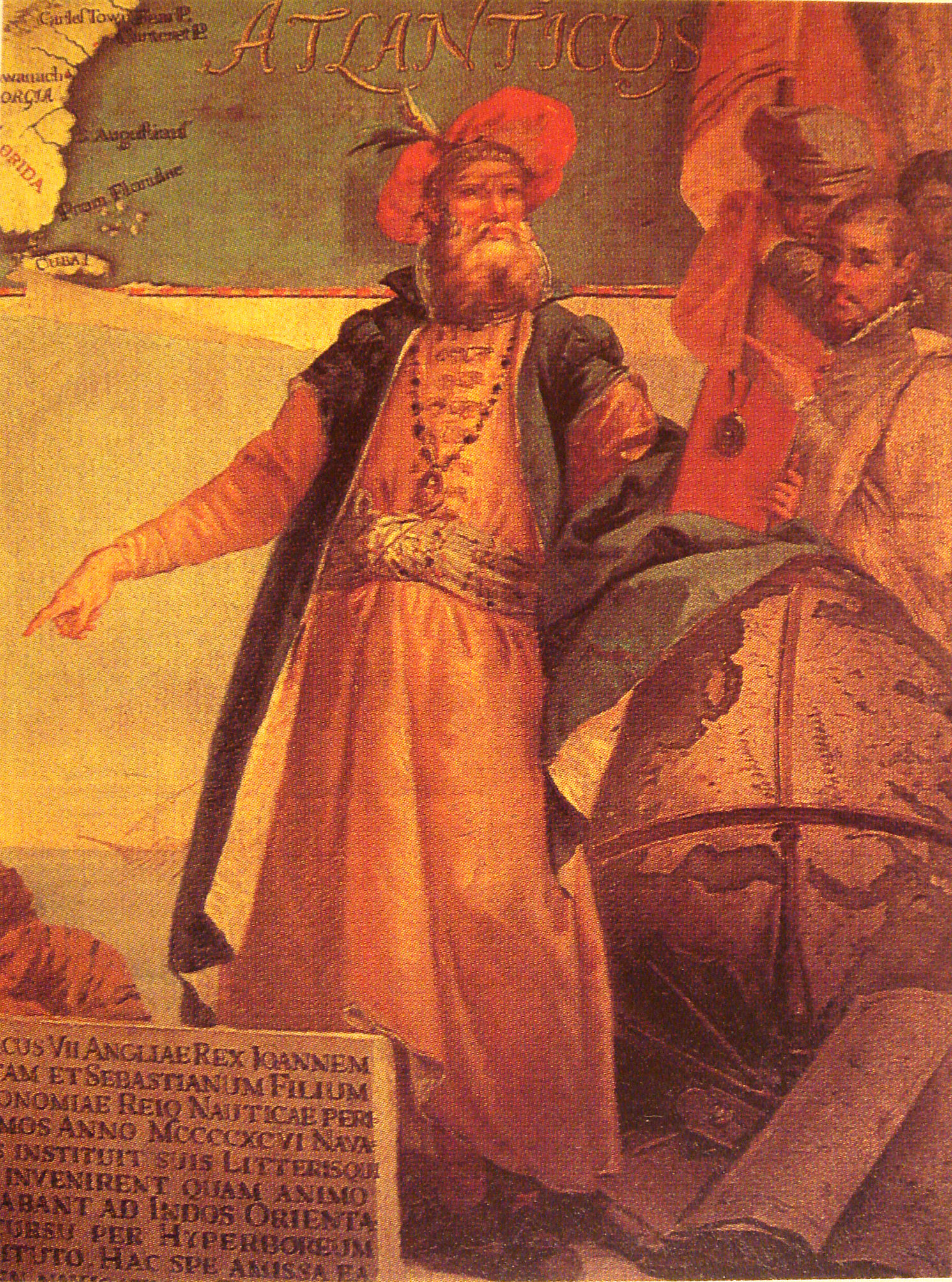
John Cabot

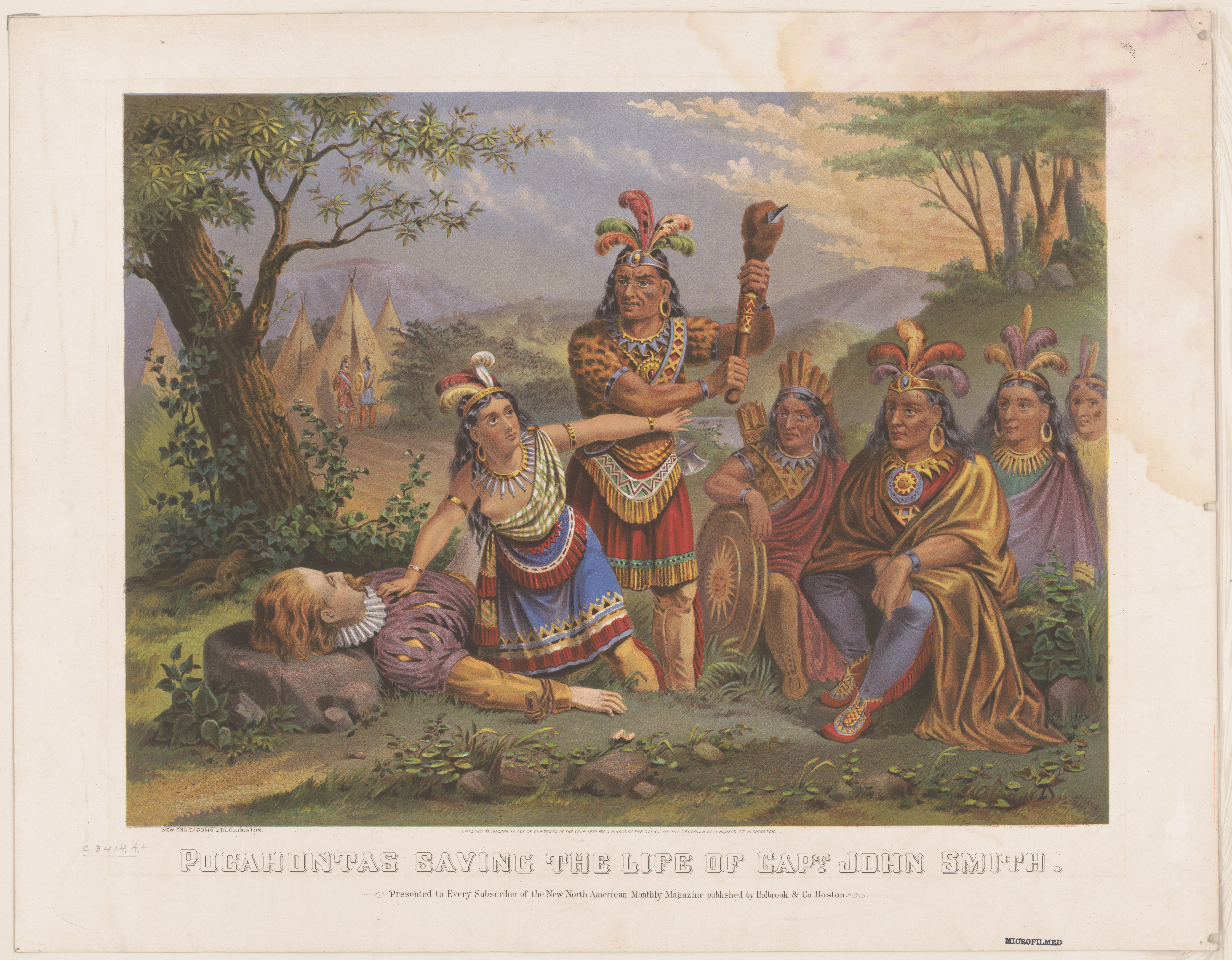
Pocahontas il salveaza pe Smith

În timp ce Spania și Portugalia cucereau America Centrala și de  Sud, pe coastele nord-americane se instalează pentru prima oară britanicii și francezii. În 1497, la numai 5 ani după prima călătorie a lui Columb, John Cabot, aflat în serviciul regelui Angliei, ajunge pe coasta nord-americană din Labrador. Explorarea franceză începe cu Jacques Cartier, care navigase pe golful St. Lawrence, până la râul St. Lawrence între 1534-1541. Corsarul Walter Raleigh debarcă la capul Hatteras din Carolina de Nord în 1584, reclamând pentru Anglia întreaga coastă a Atlanticului, între paralele 35 și 45. Acesta denumește regiunea Virginia, în cinstea reginei virgine Elisabeta I. În 1607, spațiul devine oficial colonie britanică după ce la 26 aprilie, trei vase britanice finanțate de Virginia Company of London au acostat, aducând cu ele primii 107 de coloniști englezi în Lumea Nouă, printre care se afla și celebrul căpitan John Smith.
John Smith, după ce a lucrat ca mercenar în armata franceză a lui Henric al V-lea, în armata habsburgică, a fost căpitan al armatei lui Mihai Viteazul, a profitat de oportunitatea oferită de Virginia Company of London, companie sprijinită de regele James I în vederea stabilirii primei colonii engleze în America de Nord. Se spera la o lume în care nu exista taxe și legi aspre, o lume în care aurul se găsea din abundență conform legendei El Dorado și unde oricine putea să reînceapă viața de la zero. 
Deși era să fie executat pentru acte de indisciplină și instigare la revoltă împotriva  căpitanului Cristopher Newport, a fost numit ambasador pentru a negocia cu pieile roșii obținerea alimentelor necesare pentru traversarea iernii și liderul expediției. A fost capturat de  nativii din tribul Powhatan. A fost salvat de la moartea prin bătaie de către fiica preferată a liderului amerindian, Pocahontas.
John Smith  și-a petrecut întrega iarnă alături de amerindieni, uitând, practic de coloniștii înfometați ce îl credeau, probabil, mort. Englezul s-a intors în Anglia după ce a rămas șocat de ceea ce descoperise în Jamestown, unde oamenii își pierduseră orice urmă de umanitate, ajungându-se la consumul cizmelor, hainelor și chiar a  cadavrelor, pe fondul foametei puternice ce afecta colonia 
Henry Hudson investigase în 1609 coasta de est a Americii de Nord pentru Marea Britanie, în timp ce misionarul francez Jacques Marquette și negustorul de blănuri Louis Jolliet descoperă valea râului Mississippi de la Winsconsin până în Arkansas. Lousiana devine centrul colonizării franceze în zona Mississippi în 1716-1717, iar în 1718, francezii fondează orașul New Orleans. În conflictul dintre puterile navale Anglia și Spania, corsarii britanici confiscă multe transporturi de aur și de bunuri din coloniile spaniole aflate în drum spre casă. Insulele Caraibe Antilele și părți din coastele Americii Centrale rămân spații de competiție, în cadrul căreia pirații, independent sau la comanda puterilor navale europene, capturau corăbii și instaurau state ale corsarilor organizate. Cel mai faimos pirat a fost Henry Morgan, care ocupă și jefuiește vasele de comerț din jurul regiunii spaniole Panama, cu aventurierele sale sprijinite de britanici .În 1674, acesta este numit cavaler, pentru ca în anul următor să devină guvernator britanic al coloniei Jamaica.

## Explorarea

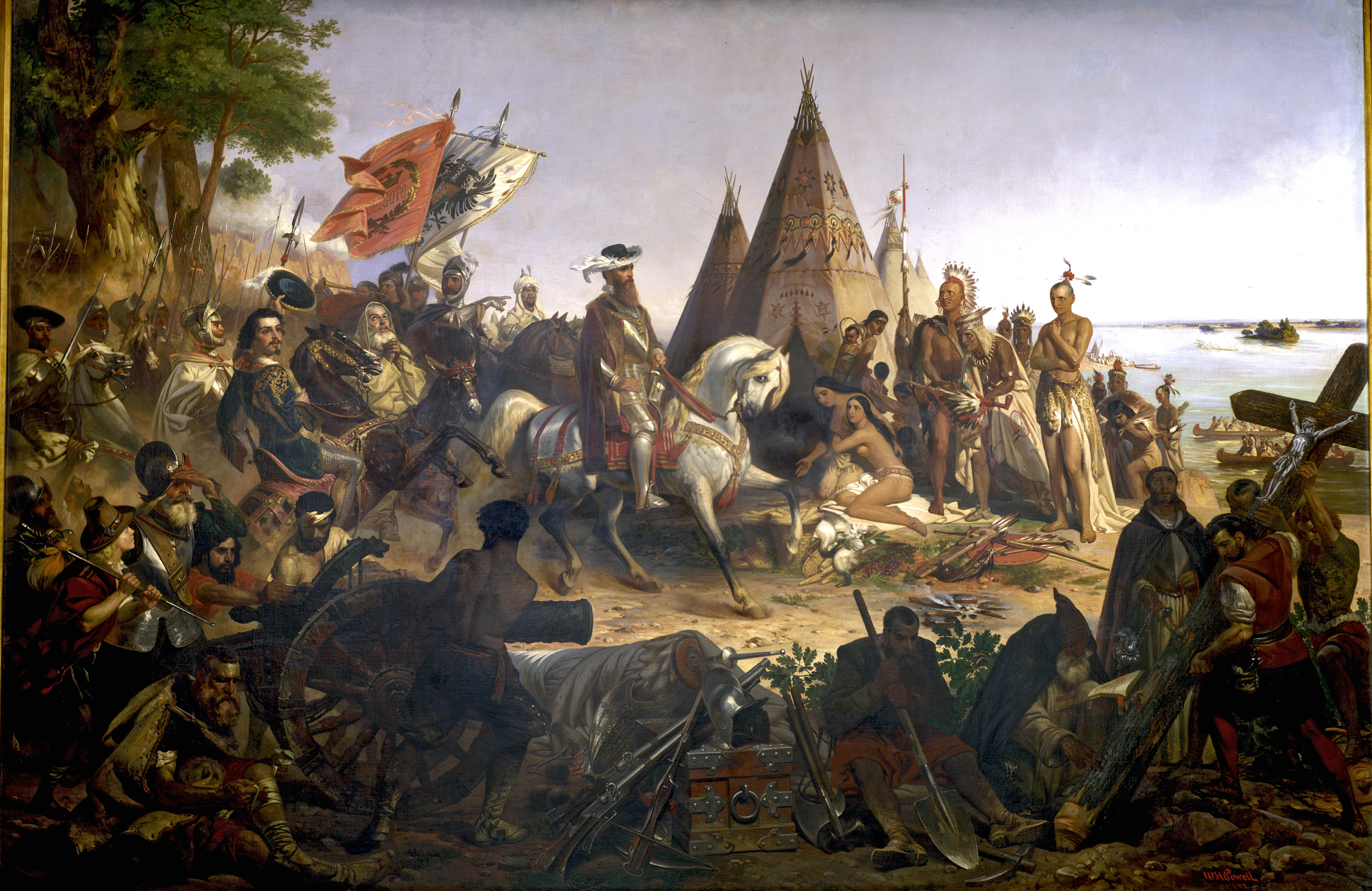
Descoperirea fluviului Mississippi

Florida a fost explorată de spanioli de spaniolul Hernando de Soto în 1539.În căutarea orașelor de aur, de Soto a omorât și torturat mii de amerindieni.Drumul său însângerat a trecut prin Georgia, Carolina și Tennessee până când, într-un sfârșit, el a murit în apropierea fluviului Mississippi, nereușind să găsească nici una din bogățiile pe care le căuta.
În 1672, Jacques Marquette, misionar iezuit francez și explorator, și Louis Jolliet, un neguțător, au pornit să exploreze fluviul Mississippi.În anul următor au ajuns la confluența cu râul Missouri.Marquette nu a fost doar un bun geograf, ci a fost interesat de limba și cultura amerindienilor, inclusiv de obiceiuri, cum ar fi folosirea unei pipe speciale care arată că venea în pace.

## Colonizarea spaniolă

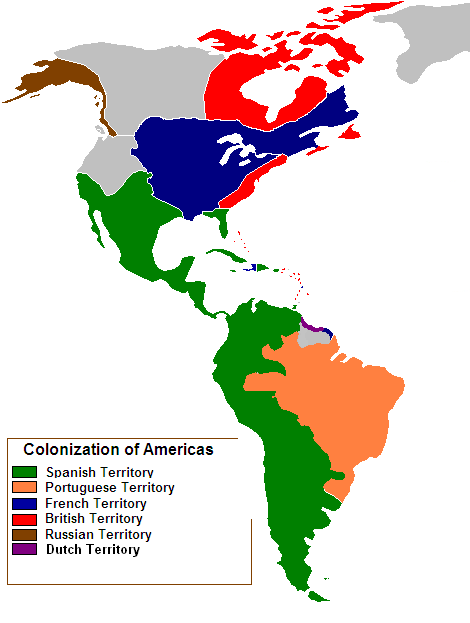
Colonizarea Americilor. Situația din 1750.

După circa cinci secole după vikingi au venit spaniolii. Întâi Cristofor Columb, apoi Ponce de León.
Vizitatori străini au sosit și în trecut, dar doar după călătoriile lui Cristofor Columb în secolele XV și XVI au început națiunile europene explorarea și colonizarea acestui continent. Expedițiile spaniole au atins repede Munții Apalași, Fluviul Mississippi, Grand Canyon  și Marile Podișuri.
În secolele al XVI-lea și al XVII-lea, spaniolii au ocupat sud-vestul Statelor Unite și Florida. 
Prin 1540 Hernando de Soto a întreprins o expediție mare a teritoriilor care constituie azi SUA. În același an, Francisco Vásquez de Coronado împreună cu 2.000 spanioli și mexicani a traversat teritoriul care este azi Arizona ajungând până în centrul Kansasului de astăzi.. Alți exploratori spanioli, ca Lucas Vásquez de Ayllón, Pánfilo de Narváez, Sebastián Vizcaíno, Juan Rodríguez Cabrillo, Gaspar de Portola, Pedro Menéndez de Avilés, Álvar Núñez Cabeza de Vaca, Tristán de Luna y Arellano și Juan de Oñate, au întreprins expediții în teritoriul Statelor Unite de astăzi. . 
Spaniolii au creat primele colonii europene în aceste teritorii: St. Augustine în Florida prin 1565 dar aceasta nu a atras prea mulți coloniști care să se stabilească. Au înființat apoi succesiv Santa Fe în New Mexico, San Antonio, Tucson, San Diego, Santa Barbara, Los Angeles și San Francisco. Cea mai mare parte a acestor localități au fost create de-a lungul coastei californiene și pe lângă fluviul Santa Fe în New Mexico.
Teritoriile explorate la sfârșitul anului 1535 au fost încadrate sub Viceregatul Noii Spanii, cu capitala în Mexico City, extinzându-se treptat și în porțiunile sudice și centrale ale Statelor Unite de azi.

## Colonizarea britanică

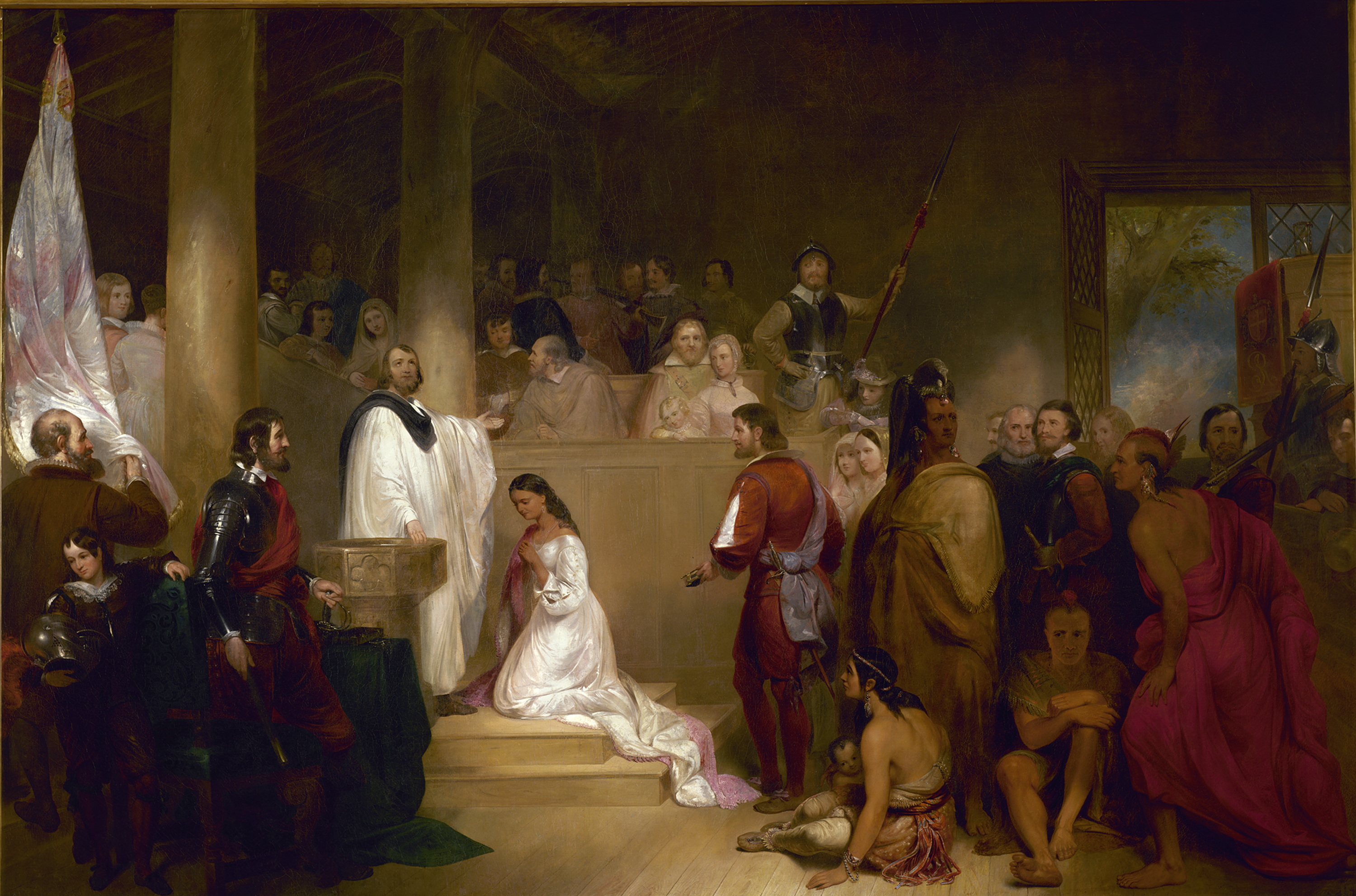
Botezul lui Pocahontas

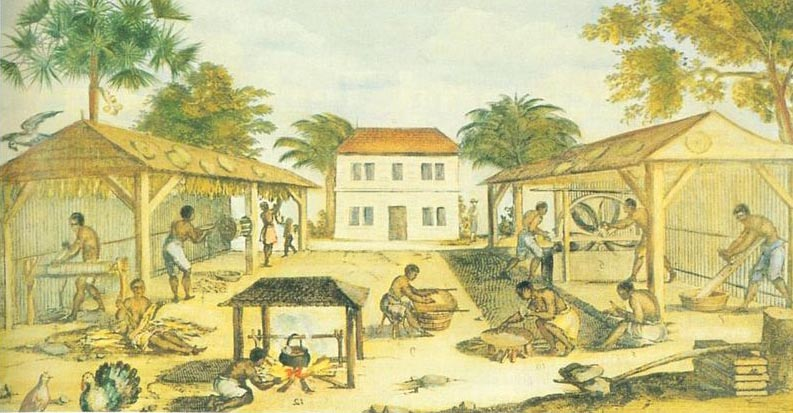
Slavi pe plantatii de tutun din Virginia-1670

Fâșia de-a lungul coastei de est a fost colonizată prima dată de coloniști englezi în sec. al XVII-lea cu participarea mult mai mică a olandezilor și suedezilor. America colonială era caracterizată prin lipsa masivă a mânei de lucru, care a condus la apariția sclaviei și mânei de lucru angajată prin contract. De asemenea, s-a practicat salutary neglect, adică „neglijarea salutară a coloniilor”, ideea prim-ministrului britanic  Robert Walpole în privința unui control mai lax a implementării deciziilor parlamentului englez, în scopul înfloririi economice a coloniilor. Peste jumătate dintre imigranții sosiți în acea perioadă veneau pe baza contractului de muncă.
Prima colonie engleză care a avut succes a fost Jamestown în Virginia, în 1607. La sfârșitul secolului al XVIII-lea valurile de noi coloniști au stabilit agricultură și comerț pe bază de tutun. Între 1610 și Revoluție britanicii au trimis în coloniile americane aproximativ 50.000  condamnați. 
Au avut loc numeroase conflicte cu amerindienii, printre care masacrul coloniștilor din Jamestown din 1622. Dintre cele treisprezece colonii, care au format apoi SUA ultima a fost  stabilită în 1733.Fiecare colonie americană avea guvernare puțin diferită în comparație cu celelalte. De obicei coloniile erau conduse de guvernatori, care erau desemnați de Londra.  Noii coloniști erau mai bogați decât locuitorii din cea mai mare parte a Angliei și atrăgeau un constant flux de imigranți, ceea ce combinat cu mortalitatea scăzută a avut ca rezultat creșterea rapidă a coloniilor. 
Pe parcursul următorilor decenii au apărut unele colonii olandeze, ca New Amsterdam (predecesorul orașului New York), pe teritoriul ocupat în modernitate de New York și New Jersey. 
În 1637, suedezii au creat o colonie numită Christina (în Delaware), însă au pierdut colonia în favoarea Olandei în 1655. Francezii au navigat în amonte de râul Sf. Lawrence, către interiorul continentului. Spaniolii s-au mutat la nord de imperiul lor, în Mexic. În procesul de colonizare s-au dus războaie sângeroase împotriva populațiilor de indieni, care au fost exterminați sau împinși până în Munții Alegani.
Aceste evenimente au fost urmate de colonizarea intensivă a coastei de est de Marea Britanie. Colonizatorii din Marea Britanie au fost lăsați în pace de către patria lor până la Războiul de Șapte Ani, când Franța a cedat Regatului Unit Canada și regiunea Marilor Lacuri. Londra a impus atunci impozite asupra celor 13 colonii, pentru a strânge fonduri pentru război. Mulți colonizatori nu au acceptat impozitele deoarece ei nu erau adecvat reprezentați în Parlamentul britanic. Tensiunile dintre Marea Britanie și colonizatori au crescut, și cele 13 colonii au început o revoluție contra controlului Marii Britanii.

### Întemeierea Noii Anglii
La inceputul secolului XVII, grupurile numeroase de puritani britanici oprimati de Biserica Statului si de guvern vedeau America de Nord ca pe un Taram al Fagaduintei.Dorinta acestora de a trai in conformitate cu principile crestinismului puritan contureaza identitatea Americii, si mai tarziu, a Statelor Unite.

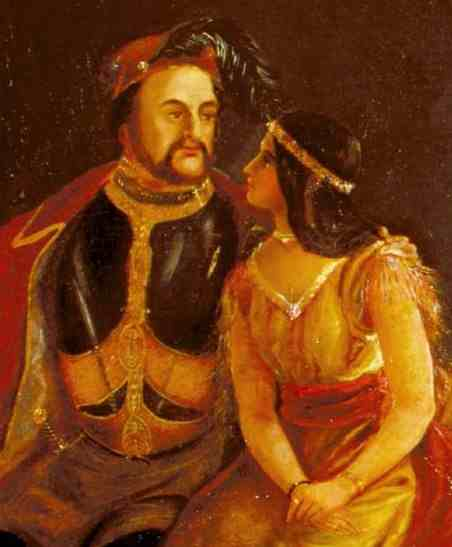
Pocahontas si Rolfe

#### Prima colonie:Jamestown
John Rolfe a sosit în Jamestown, împreună cu alti 150 de coloniști în 1610, ca parte a unei expeditii organizate de Compania Virginia. El a inceput sa experimenteze  creșterea tutunului  cu semințe cultivate în Indiile de Vest si pentru a  dezvolta in  Virginia primul export profitabil. Când noul tip de tutun a fost trimis în Anglia, s-a dovedit a fi extrem de popular, contribuind  la  spargerea monopolul spaniol  pe tutun și de a crea o economie stabila pentru Virginia. In 1617, colonia a exportat 20.000 de kilograme de tutun anual, această cifră   dublandu-se în anul următor.In 1614, Rolfe s-a căsătorit cu fiica unui șef de trib local, nativ american, Matoaka ( bine cunoscuta prin porecla ei din copilărie, Pocahontas), care a fost luata prizonier de către coloniștii englezi și convertita la creștinism. Cuplul a plecat in Anglia cu fiul lor în 1616, dar șapte luni mai târziu, Pocahontas a murit. Rolfe a revenit in Virginia, s-a recăsătorit și a servit un rol important în viața economică și politică a coloniei până la moartea sa în 1622.

#### Plymouth

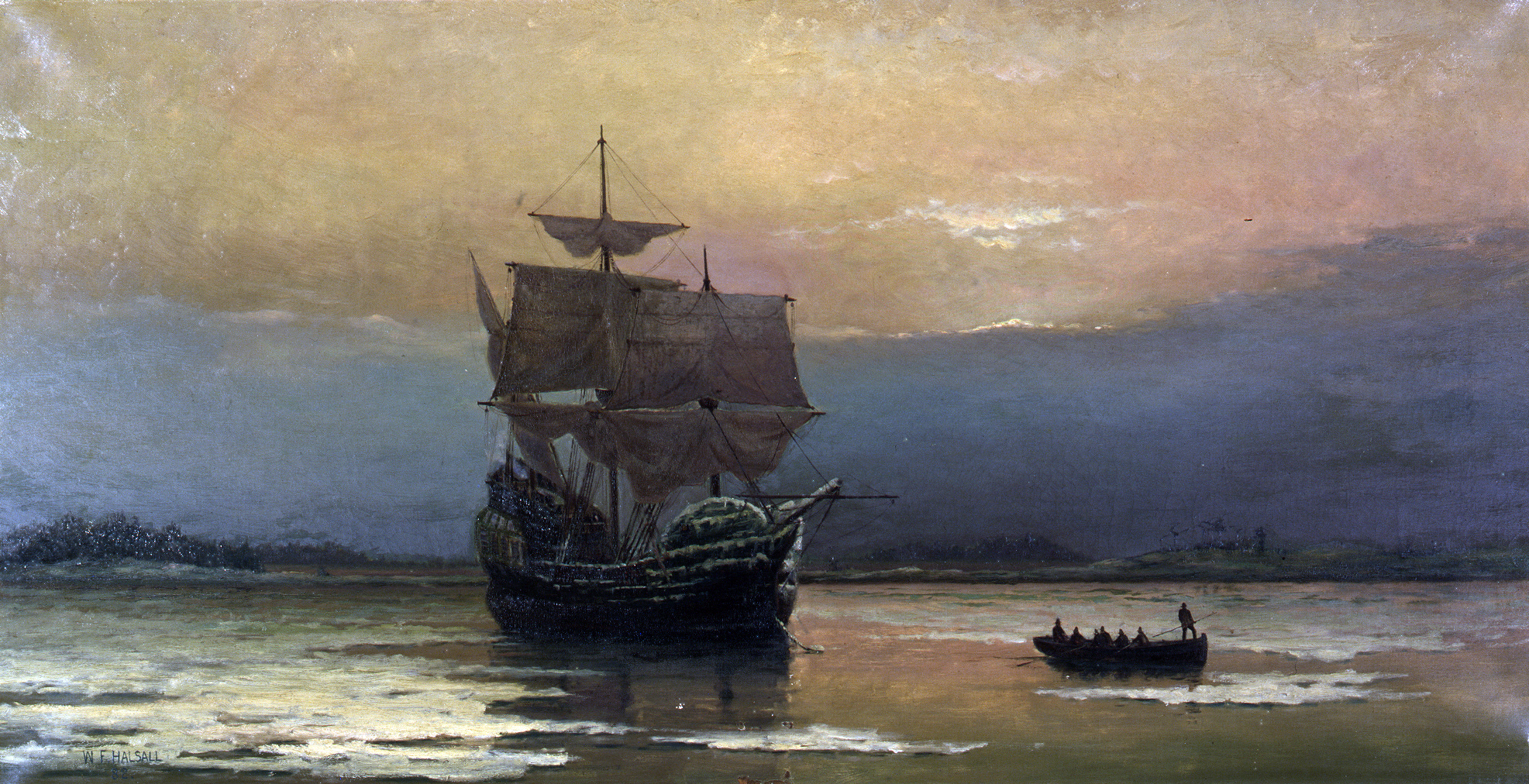
Mayflower.

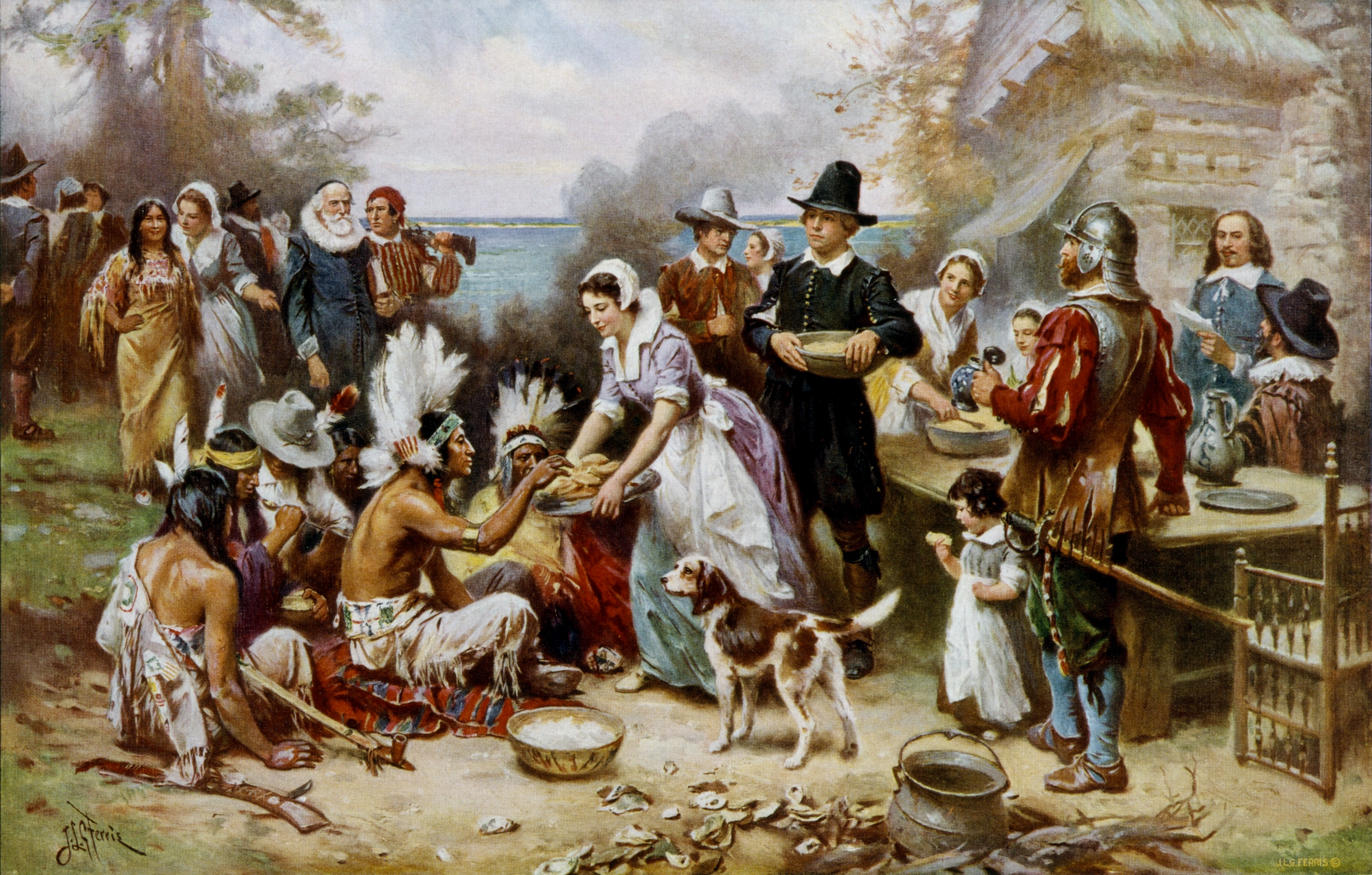
Prima celebrare a Zilei Recunostiintei

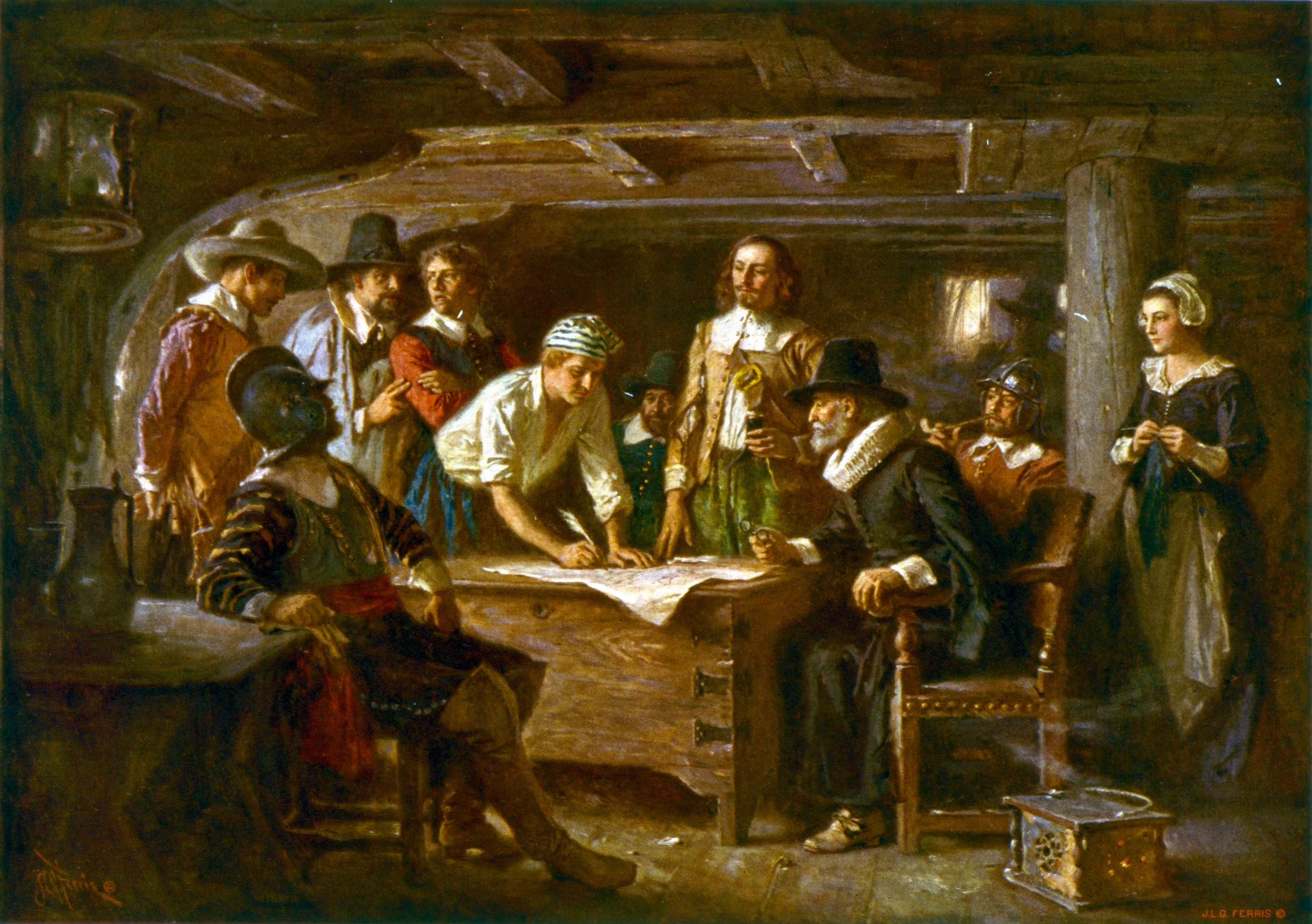
Semnarea Intelegerii Mayflower

Mayflower a fost corabia care i-a transportat pe așa-zișii "părinții pelerinajului"  din centrul Angliei în America de Nord pentru a începe o nouă viața în aceste meleaguri. Nava a părăsit pe 6 septembrie 1620 portul Plymouth și a atins Capul Cod la 21 noiembrie 1620.La bordul navei Mayflower se aflau 102 pasageri și echipajul de 30 de persoane, printre care si Edward Winslow, care impreuna cu familia sa,  s-a hotarat sa plece in Lumea Noua pentru a-si mentine convingerile religioase departe de "Europa pacatoasa si corupta". El a fost unul dintre lideri navei și,   mai târziu, asistent-guvernator al coloniei  Plymouth.Căpitanul vasului era Christopher Jones.Prima sa sotie, Elizabeth Barker,   a decedat pe insula si s-a casatorit cu Susanna  White care i-a daruit 4 copii.
Pentru următoarele câteva luni, multi dintre coloniști au rămas pe Mayflower în timpul debarcarii pe țărm pentru a construi noua asezare. În martie, s-au stabilit pe  țărm permanent. Mai mult de jumătate din locuitorii s-au îmbolnăvit și au murit  in  prima iarna, victime ale unei epidemii de boală care a cuprins noua colonie. Curând, după ce s-au mutat la țărm, pelerinii au integrat  un om nativ american pe nume Tisquantum, sau Squanto, care va deveni un membru al coloniei.Squanto,   care a fost răpit de către exploratorul John Smith și luat  în Anglia, a acționat ca un interpret și   mediator între liderii Plymouth și nativi americani locali, inclusiv șeful  Massasoit al tribului Pokanoket. Nativii i-au invatat pe colonistii puritani sa foloseasca pestele ca ingrasaminte pentru cresterea recoltelor.In schimbul cunostiintelor oferite, colonistii pelerini au fost rugati sa-i ajute pe nativii tribului Pokanoket sa confrunte un trib rival.În toamna anului 1621, pelerinii au împărtășit celebra   sărbătoare a recoltei   cu Pokanoketii, masa care  este acum considerată baza pentru   Ziua Recunoștinței.
Toți bărbații adulți de la bordul Mayflower au semnat așa-numita Intelegerea Mayflower  , un document care va deveni temelia guvernării Plymouth, prin care fagaduiesc sa formeze o comunitate autonoma. Deși Separatiștii au fost o minoritate în cadrul grupului, ei au format centrul  puternic, ce  controla în întregime guvernului coloniei în primii 40 de ani. William Bradford, un lider al congregației separatiste, a fost unul dintre semnatarii Mayflower Compact, și a  servi ca guvernator Plymouth timp de 30 de ani de la înființare. Bradford a păstrat  un jurnal  cronică a  navei în timpul călătoriei și fondarii al coloniei Plymouth.

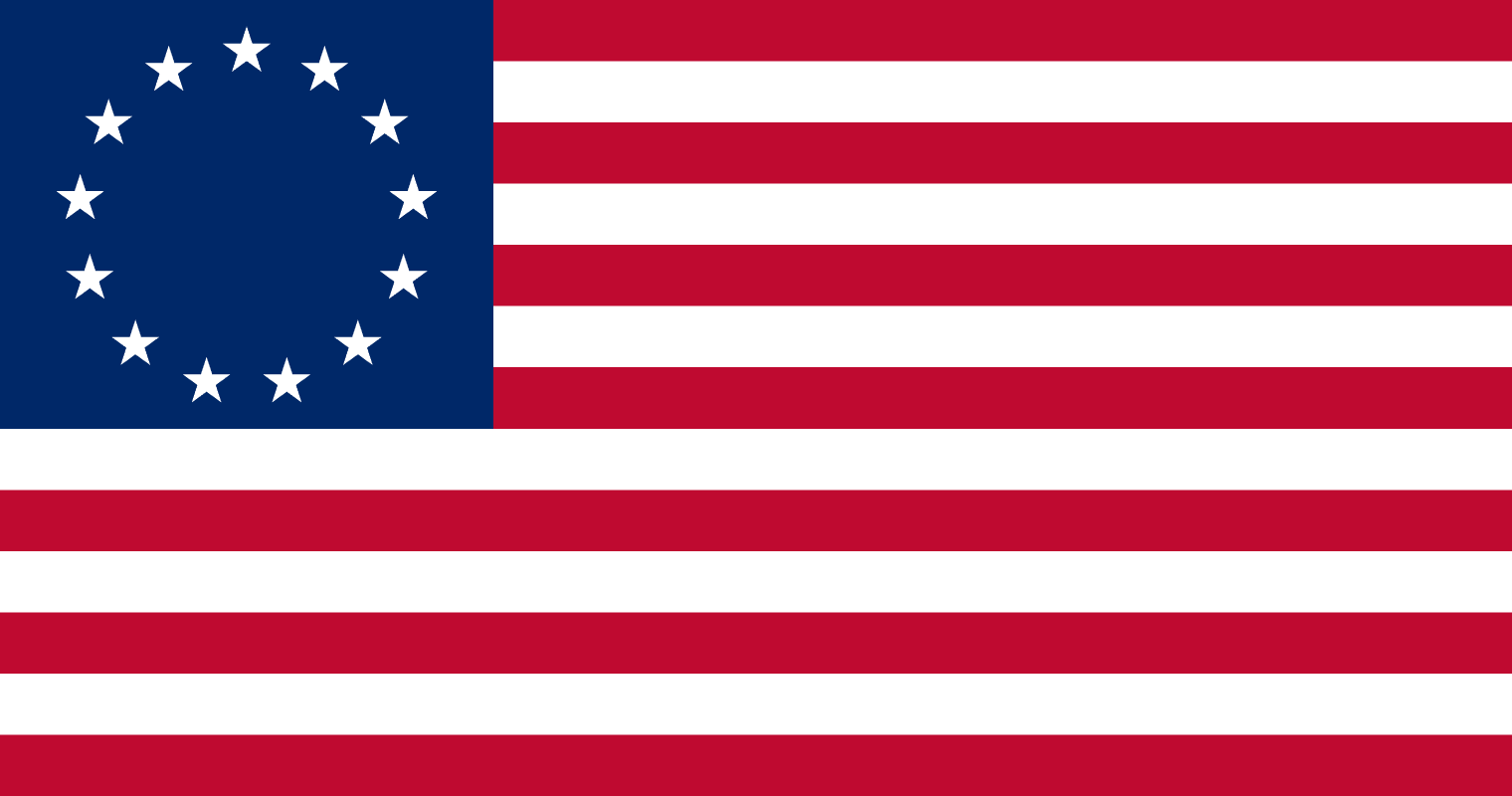
Steagul celor Treisprezece Colonii

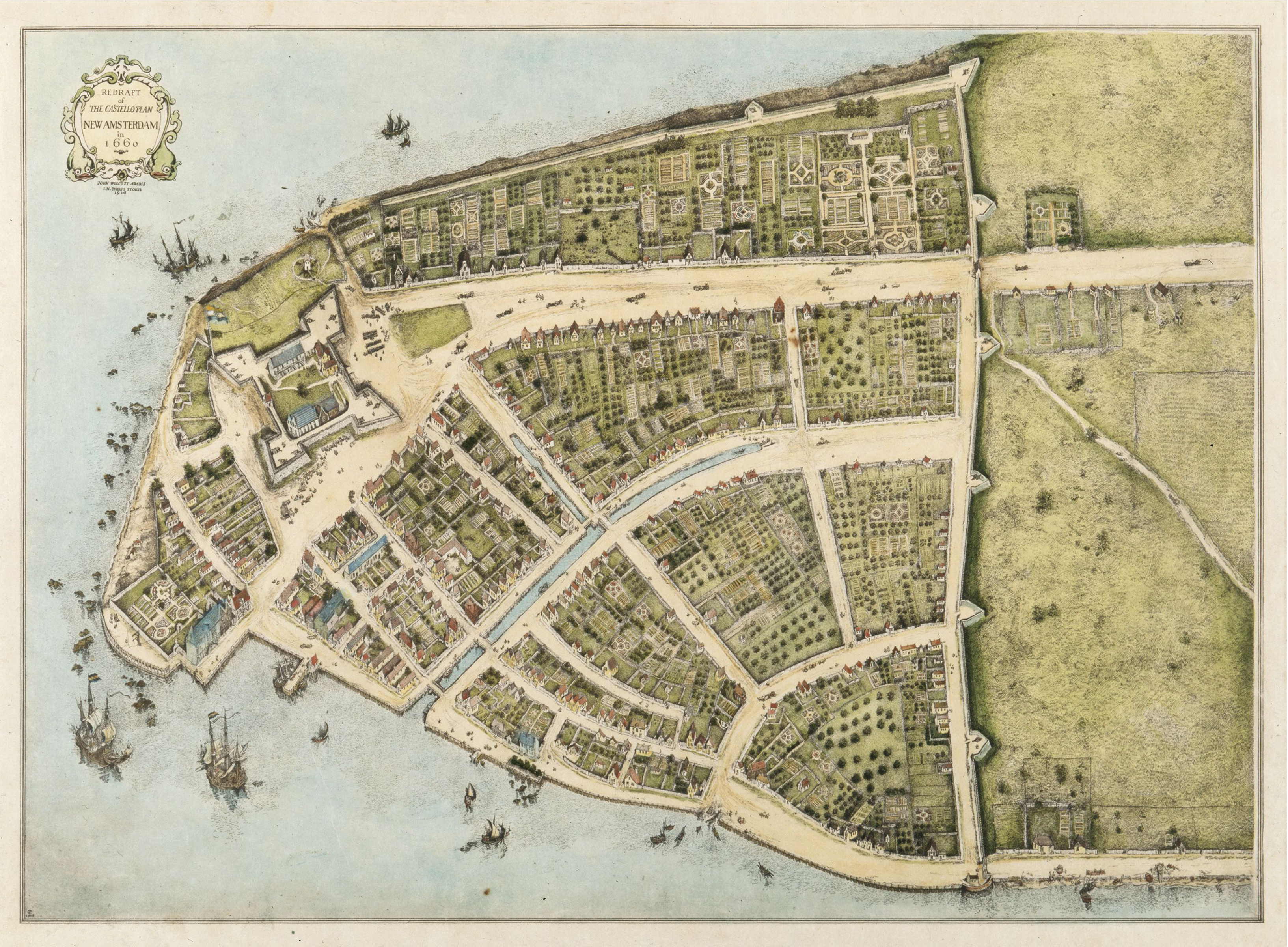
New Amsterdam

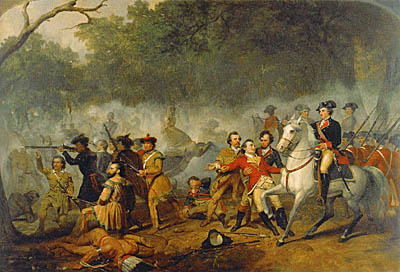
Washington in razboiul franco-indian

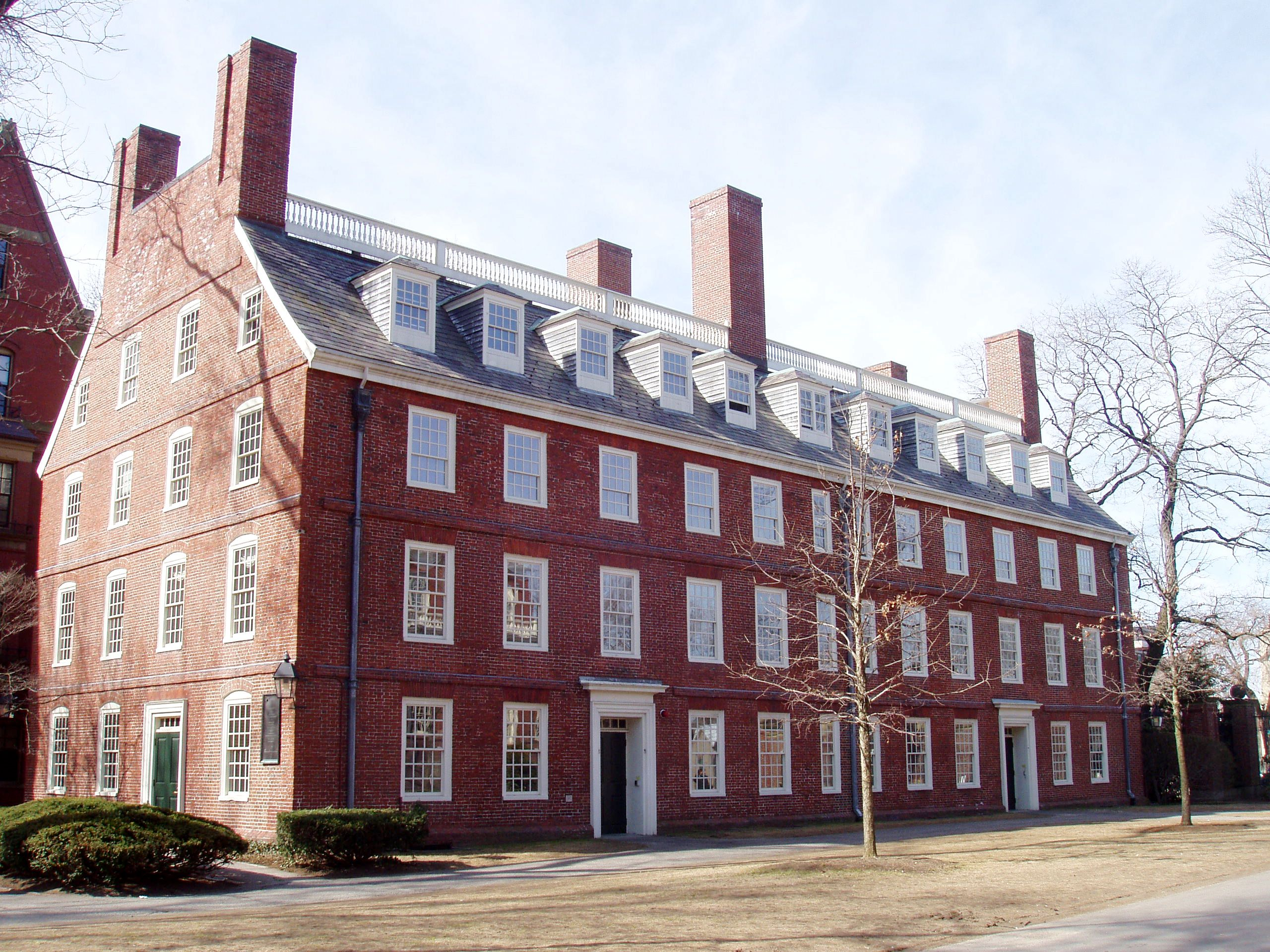
Massachusetts Hall, Harvard University

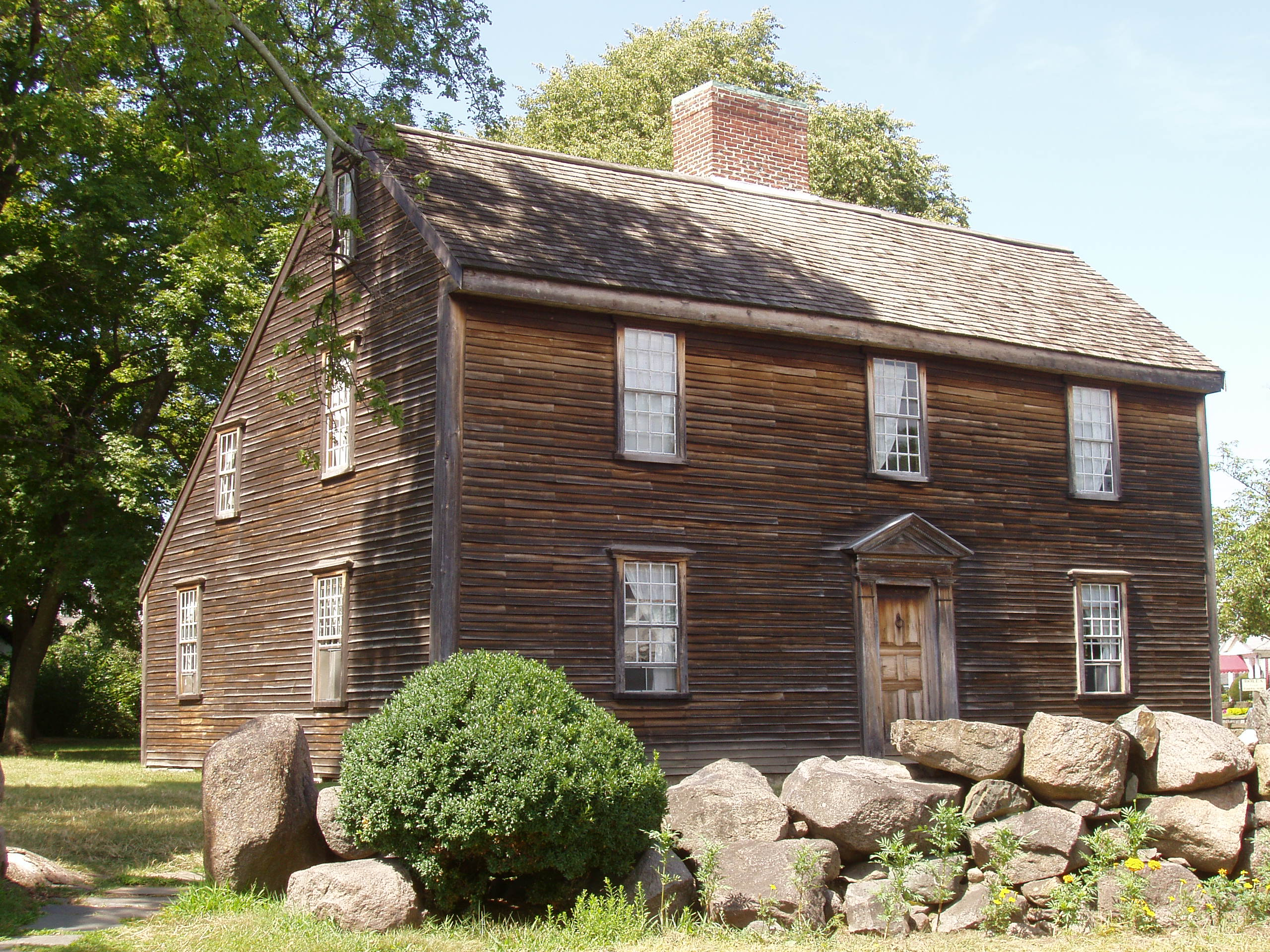
Una dintre cele mai vechi case coloniste din sec. XVII- Quincy, Massachusetts, unde s-a nascut John Adams

### Cele 13 colonii
Urmeaza fondarea altor colonii: New Hampshire (1623), Golful Massachusetts (1630), Connecticut (1634) si Rhode Island (1636).Dupa 1630, intregul Massachusetts era colonizat de Marea Migratie a puritanilor.Parintii fondatori incearca la inceput sa traiasca in pace cu amerindienii bastinasi, si reusesc cata vreme coloniile sunt inca mici.In timp insa, colonistii isi extind constant teritoriul si incep sa intervina in mod repetat in luptele dintre triburile de amerindieni.Guvernul britanic atribuie dezvoltarea regiunii unor intreprinderi corporative sau persoane, prin scrisori deschise sau carti de colonizare.Astfel, iau nastere coloniile Maryland (1634) si Carolina (1663), impartita in Carolina de Nord si Carolina de Sud in 1729.Primii sclavi de culoare sunt adusi in America de Nord in 1619, fiind tratati ca o sursă ieftină de muncă mai numeroasa decât  ucenicii (care au fost în mare parte europeni săraci). După 1619, atunci când o navă olandeză a adus 20 de africani pe uscat la colonie britanică Jamestown, Virginia, sclavia s-a răspândit în coloniile americane pentru a ajuta la producerea culturilor profitabile de tutun. Deși sunt imposibil de estimat cifrele exacte, unii istorici au estimat ca 6-7 milioane sclavi au fost importati în Lumea Nouă în secolul al XVIII-lea, lipsind continentul african de cei mai mai sanatoasi si mai capabili bărbați și femei.Sclavia a fost practicata de-a lungul coloniilor americane din secolele XVII și XVIII, sclavi afro-americani ajutand la construirea fundamentelor economice ale noii națiuni.
Olandezii erau preocupati mai putin de colonizare.Se stabilesc in New Yorkul de azi, infiintand in 1624 colonia Noua Olanda, cu capitala la New Amsterdam.Insa, cand  britanicii cuceresc regiunea de la olandezi in 1664, Carol III i-o atribuie fratelui sau Iacob, duce de New York, iar teritoriul este redenumit in New York.Ducele vinde regiunea din New Jersey de azi unei persoane private.O parte din acest tinut a fost dobandit in 1674 de William Penn, conducatorul Albastrosilor Negri.Penn anexeaza apoi si Pennsylvania, careia i-a dat numele in 1681, si Delaware, in 1682.In 1733 se infiinteaza ultima colonie privata, denumita Georgia, in cinstea regelui George al Angliei.
Dupa inceputurile marcate de saracie, statele Noii Anglii infloresc la sfarsitul sec. XVII datorita spiritului de initiativa al colonistilor si activitatilor etice ale protestantilor.Se fondeaza primele universitati americane: Harvard (1636), Yale (1701) si Princeton (1746).
In Războiul Franco-Indian (1754-1763), coloniile Noii Anglii raman loiale britanicilor.Cu toate acestea, puterea economica le sporise increderea in fortele proprii, iar legaturile cu tara-mama slabisera cu fiecare noua generatie de colonisti nascuti in America.
Pentru a plati datoria inregistrata dupa lupta cu Franta din America de Nord, regele George al III-lea al Regatului Unit incearca sa sporeasca finantele prin marirea impozitelor in cele 13 colonii engleze.Coloniile cereau in schimb sa fie reprezentate de delegati proprii in Parlamentul britanic, dar Londra nu era pregatita sa le  acorde.Coloniilor li se limita libertatea si in alte domenii.Taxele de import ridicate pentru toate bunurile din Marea Britanie erau considerate ofensatoare si conduc la boicoturi de proportii, care vor fi succedate de Revolutia Americana.